# Улица Аудею
Улица А́удею (латыш. Audēju iela; Ткацкая улица) — улица в Риге, в историческом районе Старый город. Пролегает от слияния улиц Марсталю и Скарню до бульвара Аспазияс. Общая длина улицы — 244 метра.
Продолжениями улицы Аудею являются улица Грециниеку (в сторону набережной 11 Ноября) и улица Кришьяня Барона (в противоположном направлении).

## История
Впервые упомянута в 1392 году в документах как улица, ведущая в сторону Бобровых ворот (platea ante beverportam). На нижненемецком языке её название звучало как de beverportenstrate, поскольку в н.-нем. de bever — «бобр». Эти ворота располагались в конце нынешней улицы Аудею, возле улицы Калею (Кузнечной). В XV—XVI столетиях прижилось название улицы — Бобровая (beverstrate). Несколько позднее образовалась изменённая форма weverstrate, позднее Weberstraße, то есть Ткацкая (название Ткацкая и было официальным во времена Российской империи). В XIX веке в латышском языке улица именовалась Веверу (латыш. Vēveru iela). После обретения независимости улица получила название Аудею (заменив германизм vēveris на синоним латышского происхождения).
Первоначально эта улица доходила лишь до улицы Скарню. В начале XIX века была соединена с улицей Грециниеку.

## Достопримечательности

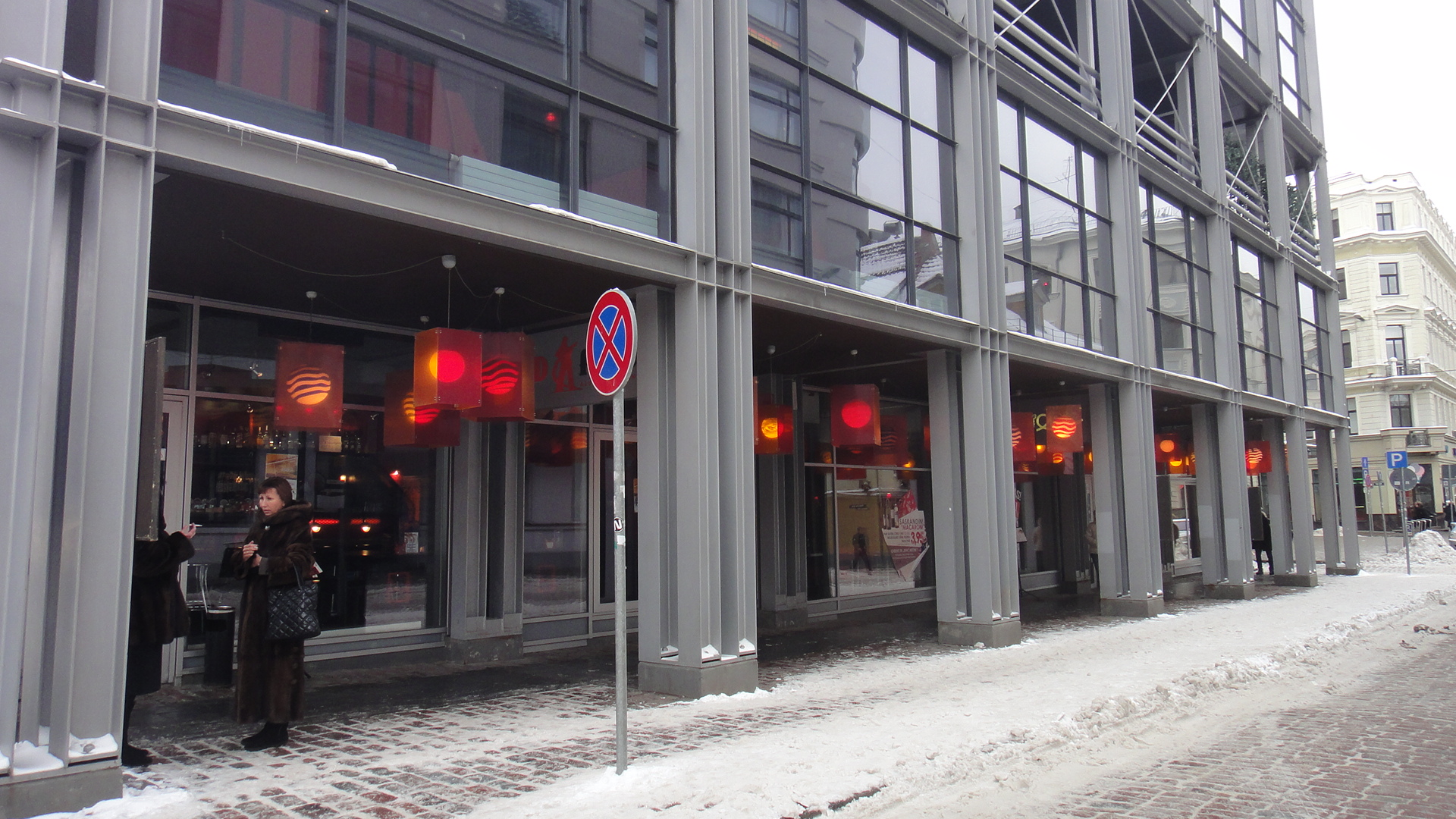
Улица Аудею, 14

- Сохранилась застройка XVII—XIX столетий, которая является памятниками архитектуры (ранее — республиканского значения):
  - комплексы жилых домов XVIII—XIX веков (дома № 5, 7 (бывший дом Гроссето, стиль модерн; архитекторы Альфред Ашенкампф[2], Макс Шервинский, 1899), 9, 11),
  - дом № 6 (XVII век)
- д. 1 — Жилой дом с магазинами (1884, архитектор Виктор де Грабе, отремонтирован в 1999 году по проекту архитектора Агриса Кузе).
- д. 2 — бывший универмаг (1910, архитектор Пауль Мандельштам, реконструирован в 1997 году и 1999 году архитектором Татьяной Котовица).
- д. 3 — Жилой дом с магазинами (1880, архитектор Карл Юхан Фельско, в 2001 году реконструирован чердак, архитектор Янис Алкснис).
- д. 8 — Жилой дом (около 1790 года, архитектор Кристоф Хаберланд, перестроен в 1908 году архитектором Оскаром Баром, отремонтирован в 2002 году по проекту архитектурного бюро «Шестой стиль»).
- д. 10 — Жилой дом (XVII—XVIII века, отремонтирован в 1997 году по проекту архитектора Игоря Киселёва).
- д. 13 — Дом 1873 года постройки (архитектор Отто Дитце)
- д. 14 — Офисно-торговый центр (1999—2000, архитектор Мартс Шведе).
- д. 15 — Бывшая Центральная телефонная станция (1935, архитектор Давид Зариньш)
- д. 16 — Бывший Рижский центральный универмаг (сейчас — торговый центр «Galerija Centrs»).
- д. 20 — аптека с 1803 года[3]